# Borovice Nelsonova
Borovice Nelsonova (Pinus nelsonii) je malá, tříjehličná mexická borovice, jedinečná mnoha svými vlastnostmi, nevyskytujícími se u žádné jiné borovice na světě.

## Popis
Stálezelený, jehličnatý, jednodomý, větrosprašný strom, dorůstající do výšky 6–10 m. Kmen je jednotlivý a přímý a dosahuje průměru do 30 cm. Větve stromu jsou ohnuté vzhůru. Koruna je zaoblená a hustá, odspodu zavětvená. Borka je na kmenech do průměrů 15 cm hladká a bledě šedá, na kmenech větších průměrů podélně rozpraskaná a tmavnoucí. Letorosty jsou tenké, světle šedé. Jehlice jsou žlutozelené, ve svazečcích (Fasciculus) po 3 (vzácně též po 4); pro své zubaté okraje jsou jehlice zaklesnuté či lehce srostlé do sebe a tvoří jednu zdánlivou jehlici. Jsou 4–10 cm dlouhé a 1 mm široké, v průřezu trojhranné, s průduchy (Stomata) na všech površích. Okraje jehlic jsou nepatrně vroubkované. Svazečkové pochvy jsou 1 cm dlouhé, červenohnědé a jako u jediné borovice v podrodu Strobus neopadavé.
Samičí (semenné) šištice – šišky (Megastrobilus) jsou válcovité; 6–12 cm dlouhé a 4–5 cm široké, nezralé šišky jsou zelené, zralé šišky jsou červenohnědé. Jsou natočené zpětně ke kmeni na silných, 3–7 cm dlouhých a 7–10 mm tlustých, dolů zahnutých, stopkách; občas, jako u jediné ze všech borovic, se svazečky jehlic, které uzráním šišek opadávají. Šupiny šišek jsou jemně zvrásněné, krátké, silné, 20–25 mm široké, s příčným hřebenem. Výrůstky (Apophysis) jsou ve tvaru nepravidelného mnohoúhelníka, s příčným kýlem, uprostřed jehlancovité a po okrajích vyvýšené. Přírůstek prvního roku (Umbo) je velký 10–15 mm a málo vymezený v důsledku mezi všemi borovicemi jedinečnou nepřítomností odpočinkové fáze v růstu stromu ve věku 6-12 měsíců. Semena jsou 10–12 mm dlouhá a 8 mm široká, načernalá a s červenou tečkou u špičky. Křídla semen jsou nevyvinutá (rudimentární), 1–2 mm dlouhá, po odstranění semene zůstávající připojená k šupině. Semena nevypadávají ze šišek sama, jejich rozšiřování zajišťují ptáci, především sojka mexická Aphelocoma ultramarina. Po odstranění semen šišky opadávají a jejich stopky zůstávají na větvích. Semenáče mají po dobu několika let nedospělé jehlice. Šišky dozrávají v listopadu.

## Příbuznost
Borovice Nelsonova nemá žádné blízké příbuzné, s ostatními borovicemi je příbuzná jen vzdáleně a velmi se od nich odlišuje, pravděpodobně pro svůj prastarý původ.

## Výskyt
Strom se vyskytuje endemicky v Mexiku (státy Coahuila, Nuevo León, San Luis Potosí, Tamaulipas).

## Ekologie
Horský až vysokohorský strom, rostoucí na hornatinách a stolových horách v nadmořských výškách 1600–2450 m. Podnebí je polopouštní, roční srážky mezi 300–600 mm, ke srážkám dochází hlavně v létě při krátkých bouřích. Strom roste na mělkých a kamenitých, vodu dobře propouštějících půdách vápencového původu a potřebuje hodně slunce a snáší též přímořské podnebí. Nejnižší teploty, které strom vydrží, se pohybují kolem –5 °C (maximálně –12,1 °C). Borovice Nelsonova roste často ve společnosti dalších borovic, hlavně borovice Pinus cembroides a Pinus remota, také s rostlinami z rodů Comarostaphylis, Dasylirion, dub Quercus, Brahea, jalovec Juniperus, jerlín Sophora, mahónie Mahonia, juka Yucca a z čeledi kaktusovité Cactaceae.

## Využití člověkem
Pro svůj malý vzrůst a vzácný výskyt v nepřístupných oblastech není strom komerčně využíván. Semena borovice Pinus nelsonii jsou jedlá a chutná, a domorodí Američané (Indiáni) je s oblibou konzumují. Semena jsou bohatá na olej a s mírnou chutí pryskyřice. Strom je pěstován pouze v několika botanických zahradách a dendrologických sbírkách.

## Ohrožení
Populace borovice Nelsonovy klesá, strom je považován za ohrožený. Celková její populace je odhadována na méně než 10 000 dospělých jedinců a je z většiny roztříštěna do podpopulací, čítajících několik stovek jedinců. Hlavní ohrožení způsobuje porušování přirozeného prostředí výskytu stromu, zvyšující se pastva dobytka a s pasteveckým typem hospodaření související výskyt požárů. Borovice Nelsonova naléhavě potřebuje ochranu, především vytvořením přírodních rezervací v místech velkých podpopulací tohoto stromu, spolu s vyloučením pasteveckých aktivit v těchto oblastech.